# Bão Conson (2021)
Bão Conson (tên JTWC: 18W, tên Philippines: Jolina) và Việt Nam gọi là Bão số 5 hoặc Bão Côn Sơn. Ở Việt Nam là một xoáy thuận nhiệt đới trong khu vực Biển Đông, đe dọa Việt Nam sau khi đổ bộ vào Philippines.
Côn Sơn có nguồn gốc là một vùng áp thấp được phát hiện lần đầu ở vị trí cách phía tây đảo Guam khoảng 500 km (310 mi). Ngày 5 tháng 9 năm 2021, Côn Sơn trở thành áp thấp nhiệt đới trên Thái Bình Dương. Khi nó đi vào trong Khu vực trách nhiệm Philippines, Cục quản lý Thiên văn, Địa vật lý và Khí quyển nước này (PAGASA) đã đặt tên cho cơn bão là Jolina. Đến ngày hôm sau, Côn Sơn mạnh lên thành bão nhiệt đới và được Cục Khí tượng Nhật Bản (JMA) đặt tên là Conson. Khi đến gần Đảo Samar, Côn Sơn mạnh lên thành bão nhiệt đới dữ dội, và sau đó trở thành bão cuồng phong (theo PAGASA) trước khi đổ bộ vào Đông Samar. Côn Sơn vẫn duy trì cường độ khi vượt qua Visayas rồi Calabarzon, sau đó suy yếu trên Vịnh Manila trước khi đổ bộ vào Bataan.
Các tin tức mới nhất cho rằng có 13 người đã thiệt mạng và 21 người mất tích do ảnh hưởng của bão Côn Sơn, với thiệt hại ước tính ít nhất lên đến ₱ 1,59 tỷ (tương đương $31,8 triệu) Hội đồng Quản lý và Giảm thiểu Rủi ro Thiên tai Philippines vẫn chưa xác nhận chính thức các báo cáo về thương vong và thiệt hại tại quốc gia này.

## Cấp bão
Cấp bão Việt Nam: Cấp 10 (102 km/h) - Bão mạnh
Cấp bão Nhật Bản: 55 kt - 985 hPa - Bão nhiệt đới dữ dội
Cấp bão Hoa Kỳ: 65 kt - Bão cuồng phong cấp 1
Cấp bão Trung Quốc: 30 m/s (Cấp 11) - 980 hPa - Bão nhiệt đới dữ dội
Cấp bão Đài Loan: 26 m/s - Bão nhiệt đới
Cấp bão Hồng Kông: 95 km/h - Bão nhiệt đới dữ dội
Cấp bão Ma Cao: 95 km/h - Bão nhiệt đới mạnh
Cấp bão Hàn Quốc: 23 m/s - Bão nhiệt đới yếu
Cấp bão Philippines: 120 km/h - Bão cuồng phong

## Lịch sử khí tượng
Vào ngày 5 tháng 9, lúc 01:00 UTC, một vùng áp thấp xuất hiện dưới nhiễu động 94W (lúc sau là Bão Chanthu). Tối cùng ngày, 95W được JMA ghi nhận thành JMA TD 28. Sáng 6/9, Áp thấp nhiệt đới được JTWC ghi nhận và được gán số hiệu 18W. 07:00 UTC cùng ngày, PAGASA đã gán tên Jolina vì đã đi vào khu vực. 6 giờ sau, 18W mạnh lên thành Bão Conson (tên tiếng Việt: Côn Sơn). JMA thì chỉ nâng cấp độ lên 35 kt tương đương 65 km/h (40 mph) nhưng JTWC quyết định nâng cấp độ lên 50 kt tương đương 95 km/h (60 mph). Không lâu sau đó, bão được JMA nâng thành 45 kt tương đương 85 km/h (50 mph) và JTWC nâng thành 55 kt tương đương 100 km/h (65 mph). Đến 23:30 UTC cùng ngày, bão nhanh chóng mạnh lên và được JMA đánh giá vào loại bão nhiệt đới dữ dội. PAGASA thì đánh giá thành bão cuồng phong với sức gió 65 kt, tương đương 120 km/h (75 mph).

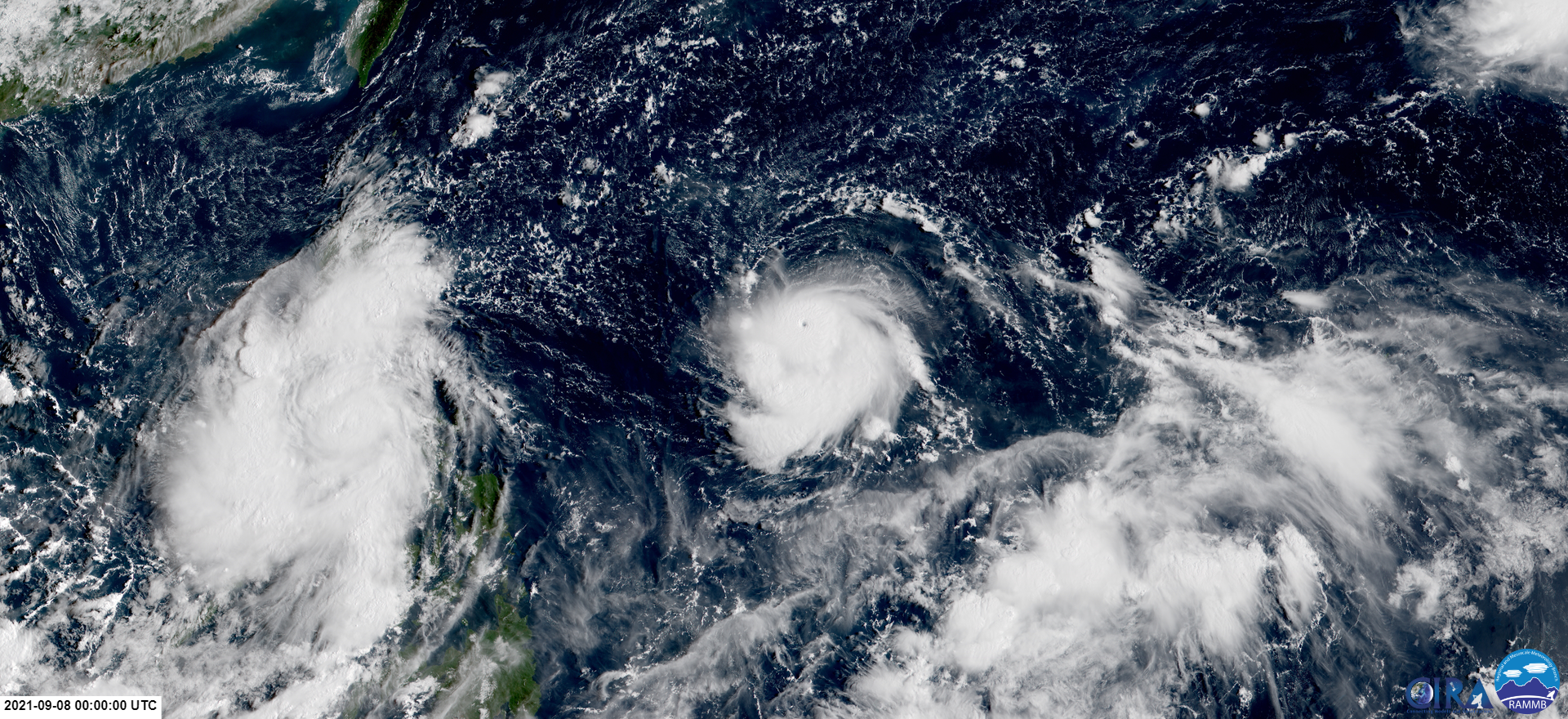
Siêu bão Chanthu và bão Côn Sơn khi bão số 5 đi vào biển Đông và Chanthu đạt cấp 5 lần 1 ngày 8 tháng 9.

 Sáng 7/9, bão mạnh lên với sức gió 110 km/h (70 mph) tương đương với một cơn bão dữ dội. Đến chiều cùng ngày, khoảng 15:00 UTC, bão bị tương tác với cơn bão cấp 1 gần đó là bão Chanthu nên bão suy yếu còn 45 kt (85 km/h; 50 mph). 4h sáng ngày 8/9 (giờ VN), JTWC nâng sức gió lên thành 55 kn (100 km/h; 65 mph) và bão gần đó là Chanthu đã mạnh thành cấp 4 nhưng không tương tác gì. Cơn bão đi sát đường kinh tuyến 120°E và được dự báo sẽ thành bão số 5 vào tối 8/9. Bão bị tương tác ¼ bởi siêu bão Chanthu đã mạnh lên thành cấp 5 vài giờ sau đó. 16:00 UTC ngày 8/9, bão Conson chính thức trở thành bão số 5 khi đi vào biển Đông. Suốt 12 giờ bão suy yếu, tâm vùng thấp vẫn ở đảo Lý Sơn (Quảng Ngãi) đến hiện tại (13/09) tâm vùng thấp vẫn ở đảo Lý Sơn. Bão suy yếu thành vùng thấp và đi vào Quảng Ngãi khiến mưa lớn ở các vùng Bắc Trung Bộ - Đông Nam Bộ (Đà Nẵng, Huế, Khánh Hòa, Đồng Nai, Thành phố Hồ Chí Minh, Bình Thuận,..). Vùng thấp được nhìn thấy lần cuối vào rạng sáng 13/9. Tàn dư bão trôi về Campuchia vào trưa 13/9 và tan hoàn toàn lúc 12:00 UTC ngày 13/9.

## Tác động

### Philippines
Bão Côn Sơn đã gây ra lũ lụt trên diện rộng ở Luzon và Visayas, bao gồm các khu vực như Trung Luzon, Calabarzon, Mimaropa, Bicol, Tây Visayas, Trung Visayas và Đông Visayas. Biển động liên tục trong thời gian bão tiếp cận đất liền. Các bản tin mới nhất cho rằng có 13 người chết, 21 người mất tích và 3 người bị thương.

### Việt Nam
Do ảnh hưởng của bão số 5 tại trạm đảo Lý Sơn (Quảng Ngãi) đã có gió mạnh cấp 8, giật cấp 10; tại trạm đảo Cồn Cỏ (Quảng Trị) có gió giật cấp 8; Dung Quất (Quảng Ngãi) có gió mạnh cấp 6, giật cấp 8; Trà Câu (Quảng Ngãi) gió giật cấp 7. Khu vực từ Quảng Bình đến Bình Định đã có mưa to đến rất to với lượng mưa phổ biến 200-400mm, một số nơi mưa cao hơn và mưa đặc biệt lớn như: Bình Tân (Quảng Ngãi) 914mm; Trà Hiệp (Quảng Ngãi) 818mm; Thượng Lộ (Thừa Thiên Huế) 816mm; Tam Trà (Quảng Nam) 782mm; Trà Kót (Quảng Nam) 698mm; Suối Đá (Đà Nẵng) 698mm; Nam Thạch Hãn (Quảng Trị) 418mm; A Vao (Quảng Trị) 392mm; Đắk Na (Kon Tum) 345mm; Đắk Choong (Kon Tum) 342mm.
- Tàn dư của bão số 5 trở thành những nhiễu động trong đới gió Đông trên cao, đi vào Đà Nẵng trong ngày 13 tháng 9 và tiếp tục gây mưa cho Trung Bộ.